# CVC Capital Partners
CVC Capital Partners is een van de vijf grootste private-equitybedrijven in de wereld.

## Activiteiten
Citicorp Venture Capital werd in 1981 opgericht als een onderdeel van Citibank. In 1993 namen Michael Smith, Steven Koltes, Hardy McLain, Donald Mackenzie, Iain Parham en Rolly Van Rappard deze activiteit over en gingen verder als onafhankelijke private equity investeerder onder de naam CVC Capital Partners. Na de afsplitsing werd een eerste fonds opgericht met toezeggingen ter waarde van US$ 300 miljoen, waarvan de helft van Citibank en de rest  afkomstig was van rijke particulieren en institutionele beleggers. In 2024 was dit gegroeid naar een netwerk van 29 vestigingen in Europa, Azië en de Verenigde Staten en ruim 1100 medewerkers.
Het bedrijf had in 2023 ongeveer 186 miljard euro (2013: US$ 60 miljard) onder beheer, waarmee het zich vooral richt op private equity deals. Van het totaal beheerd vermogen valt iets meer dan 60% in deze categorie. Een tweede belangrijke activiteit is het verstrekken van leningen (credits), hierin zat zo'n 40 miljard euro aan vermogen. CVC heeft meer dan honderden investeringen afgerond in een breed scala van industrieën in een flink aantal landen. Belangrijke partijen die vermogen laten beheren door CVC zijn pensioenfondsen en sovereign wealth funds. Deze stoppen een deel van hun vermogen in investeringsfondsen die door CVC worden beheerd.
De inkomsten voor CVC zijn voornamelijk vergoedingen voor de fondsen die het beheerd. Dit bestaat voor een deel uit een vast percentage (management fee) van het vermogen onder beheer aangevuld met extra inkomsten (carried interest of performance fee) die resultaatafhankelijk zijn. CVC investeert zelf ook in de fondsen en deelt als aandeelhouder mee in de resultaten (investment income). In de jaren 2021-2023 bestond gemiddeld de helft van de omzet uit management fees.
In april 2024 werd bekend dat CVC een beursnotering krijgt op Euronext Amsterdam. Bij de beursgang verkochten enkele huidige investeerders in CVC een klein deel van hun aandelen en verder werden nieuwe aandelen uitgegeven. Op 26 april was de notering een feit, de introductieprijs van de aandelen was € 14. Met deze beursgang haalde CVC € 2,3 miljard op.

### Activiteiten en belangen in Nederland
CVC is al langere tijd actief in Nederland. Bedrijven waarbij CVC als aandeelhouder was betrokken, zijn onder andere:
- C1000, een supermarktorganisatie
- Wavin, een producent van kunststof leidingen
- Meneba, graanverwerkend bedrijf dat zijn hoofdvestiging heeft in Rotterdam
- Beter Bed, verkoper van slaapkamerinterieurs
- Koninklijke Volker Wessels Stevin, een bouwbedrijf
- Raet, een softwarehuis dat is gespecialiseerd in de automatisering van loon- en salarisadministratie en personeelsbeheer
- van Gansewinkel, een afvalverwerker
- Smurfit Kappa, een van de grootste producenten van verpakkingspapier en -karton.
- Van 2015 tot 2018 had CVC 60% van de aandelen van Stage Entertainment van de oprichter Joop van den Ende.[4]
- superstruct Sinds oktober is KKR samen met CVC eigenaar van het Brits-Luxemburgse Superstruct, festivalorganisator van veel festivals in Nederland waaronder Zwarte Cross, Defcon.1, Mysteryland en Awakenings[5]

In 2023 nam CVC een meerderheidsbelang in DIF Capital Partners met de intentie de rest ook te kopen. DIF investeert vooral in infrastructuur, energie en telecommunicatie.

### In België
CVC was een tijdlang aandeelhouder van Betafence, producent van omheiningen, toegangscontrole- en detectiesystemen.
Van 2002 tot 2008 was CVC eigenaar van verlichtingsspecialist Massive en van 2007 tot 2011 van chemiebedrijf Taminco. Van 2006 tot 2013 was CVC aandeelhouder van bpost.
In 2013 kocht CVC een groot deel van de Europese activiteiten van Campbell's - met in België onder meer Devos Lemmens, De Blauwe Hand, alsook de pudding- en bakproducten van Imperial. Deze werden in 2019 verkocht aan het Spaanse GB Foods.
In 2016 kocht CVC de Lokerse aluminiumgroep Corialis. In 2021 werd Corialis aan het Franse investeringsfonds Astorg verkocht.
Sinds begin 2022 is CVC aandeelhouder van Gaming One, de kansspelendivisie van Ardent, het Luikse gokbedrijf achter de merken Circus en 777.
In 2023 nam CVC een belang van 22,5% in hr-dienstverlener SD Worx. Het belang werd gekocht van de holding WorxInvest.
In 2024 stapte CVC naast de bestaande aandeelhouders (Filip Balcaen, Steve Rousseau en het management) in hr-dienstverlener World of Talents.

### In Frankrijk
Eind 2021 nam CVC het Franse voedingsbedrijf Panzani (pasta) over van het Spaanse Ebro Foods voor een bedrag van 550 miljoen euro.